# Hedyphan
Hedyphan (IMA-Symbol Hdp) ist ein selten vorkommendes Mineral aus der Mineralklasse der „Phosphate, Arsenate und Vanadate“ mit der chemischen Zusammensetzung Pb3Ca2[Cl|AsO4]3 und damit chemisch gesehen ein Blei-Calcium-Arsenat mit zusätzlichen Chlorionen.
Hedyphan kristallisiert im hexagonalen Kristallsystem und entwickelt dipyramidale und tafelige bis prismatische Kristalle von bis zu drei Zentimeter Größe mit einem glas- bis fettähnlichen oder auch diamantähnlichen Glanz auf den Oberflächen. Daneben findet sich Hedyphan oft auch in Form massiger Mineral-Aggregate. In reiner Form ist Hedyphan farblos und durchsichtig. Meist wirkt er jedoch durch vielfache Lichtbrechung aufgrund von Gitterfehlern oder polykristalliner Ausbildung durchscheinend weiß oder nimmt durch Fremdbeimengungen eine graue, braune, gelbe oder violette Farbe an.

## Etymologie und Geschichte
Entdeckt wurde Hedyphan erstmals in der zur Gemeinde Filipstad gehörenden Erz-Lagerstätte und Grubengemeinde Långban in der schwedischen Provinz Värmlands län. Die Analyse und Erstbeschreibung erfolgte 1830 durch August Breithaupt, der das Mineral aufgrund seines starken Glanzes nach dem altgriechischen Wort ἡδυφανἠς [hedyphanys] für „lieblich glänzend“ benannte.
Hedyphan war bereits lange vor der Gründung der International Mineralogical Association (IMA) bekannt und allgemein als eigenständige Mineralart anerkannt. Damit hätte Hedyphan theoretisch den Status eines grandfathered Mineral. In der 1980 erfolgten Publikation der International Mineralogical Association (IMA): Commission on new minerals and mineral names wurde allerdings das 1889 vom schwedischen Mineralogen Lars Johan Igelström (1822–1897) erstbeschriebene und 1973 als identisch mit Hedyphan diskreditierte Mineral Pleonektit (engl.: Pleonectite) endgültig diskreditiert und der Name als Synonym dem Hedyphan zugeschrieben. Da dies automatisch eine nachträgliche Ankerkennung von Hedyphan bedeutete, wird das Mineral seitdem in der „Liste der Minerale und Mineralnamen“ der IMA unter der Summenanerkennung „IMA 1980 s.p.“ (special procedure) geführt.
Das Typmaterial des Minerals wird in der Mineralogischen Sammlung der Technische Universität Bergakademie Freiberg unter der Sammlungs-Nr. 45154 aufbewahrt.

## Klassifikation
Bereits in der veralteten 8. Auflage der Mineralsystematik nach Strunz gehörte der Hedyphan zur Mineralklasse der „Phosphate, Arsenate und Vanadate“ und dort zur Abteilung der „Wasserfreien Phosphate, Arsenate und Vanadate mit fremden Anionen“, wo er zusammen mit Mimetesit, Pyromorphit und Vanadinit, den hier noch als hypothetische Mitglieder zählenden Minerale Hydroxylpyromorphit und Oxy-Pyromorphit sowie die inzwischen als Varietäten bzw. Polymorphe diskreditierten, ehemaligen Minerale Endlichit, Fermorit, Kampylit und Polysphärit die „Pyromorphit-Reihe“ mit der System-Nr. VII/B.16d bildete.
Im zuletzt 2018 überarbeiteten und aktualisierten Lapis-Mineralienverzeichnis nach Stefan Weiß, das sich aus Rücksicht auf private Sammler und institutionelle Sammlungen noch nach dieser alten Form der Systematik von Karl Hugo Strunz richtet, erhielt das Mineral die System- und Mineral-Nr. VII/B.39-140. In der „Lapis-Systematik“ entspricht dies ebenfalls der Abteilung „Wasserfreie Phosphate, mit fremden Anionen F,Cl,O,OH“, wo Hedyphan zusammen mit Alforsit, Belovit-(Ce), Belovit-(La), Carbonat-Fluorapatit, Carbonat-Hydroxylapatit, Carlgieseckeit-(Nd), Chlorapatit, Deloneit, Fluorapatit, Fluorcaphit, Fluorphosphohedyphan, Fluorstrophit, Hydroxylapatit, Hydroxylpyromorphit, Johnbaumit, Kuannersuit-(Ce), Mimetesit, Miyahisait, Morelandit, Pieczkait, Stronadelphit, Svabit, Turneaureit, Phosphohedyphan, Pyromorphit, Vanackerit und Vanadinit die „Apatit-Gruppe“ bildet.
Die seit 2001 gültige und von der IMA bis 2009 aktualisierte 9. Auflage der Strunz’schen Mineralsystematik ordnet den Hedyphan in die Abteilung der „Phosphate usw. mit zusätzlichen Anionen; ohne H2O“ ein. Diese ist allerdings weiter unterteilt nach der relativen Größe der beteiligten Kationen und dem Stoffmengenverhältnis der zusätzlichen Anionen zum Phosphat-, Arsenat- bzw. Vanadatkomplex (RO4), so dass das Mineral entsprechend seiner Zusammensetzung in der Unterabteilung „Mit ausschließlich großen Kationen; (OH usw.) : RO4 = 0,33 : 1“ zu finden ist, wo es zusammen mit Alforsit, Belovit-(Ce), Belovit-(La), Carbonat-Fluorapatit, Carbonat-Hydroxylapatit, Chlorapatit, Fluorphosphohedyphan, Fluorstrophit, Hydroxylapatit, Hydroxylapatit-M, Deloneit-(Ce), Fermorit, Fluorapatit, Fluorcaphit, Hydroxylpyromorphit, Johnbaumit, Kuannersuit-(Ce), Mimetesit, Morelandit, Phosphohedyphan, Pyromorphit, Stronadelphit, Svabit, Turneaureit und Vanadinit die „Apatit-Gruppe“ mit der System-Nr. 8.BN.05 bildet.
Auch die vorwiegend im englischen Sprachraum gebräuchliche Systematik der Minerale nach Dana ordnet den Hedyphan in die Klasse der „Phosphate, Arsenate und Vanadate“ und dort in die Abteilung „Wasserfreie Phosphate etc., mit Hydroxyl oder Halogen“ ein. Hier ist er als einziges Mitglied in der unbenannten Gruppe 41.08.02 innerhalb der Unterabteilung „Wasserfreie Phosphate etc., mit Hydroxyl oder Halogen mit (A)5(XO4)3Zq“ zu finden.

## Kristallstruktur
Hedyphan kristallisiert in der hexagonalen Raumgruppe P63/m (Raumgruppen-Nr. 176) mit den Gitterparametern a = 10,14 Å und c = 7,19 Å sowie zwei Formeleinheiten pro Elementarzelle.

## Eigenschaften
Unter langwelligen UV-Licht zeigen manche Hedyphane eine hellgelbe und im mittellangen UV-Licht hellrötlichorange Fluoreszenz, ähnlich der von neonfarbenen Textmarkern.
Vor dem Lötrohr schmilzt Hedyphan zu einer weißen Fritte, jedoch bedeutend schwieriger als andere arsensaure Bleioxyde (z. B.: Mimetesit). Eine Blei-Reduktion ist mit dem Lötrohr nicht möglich.

## Bildung und Fundorte

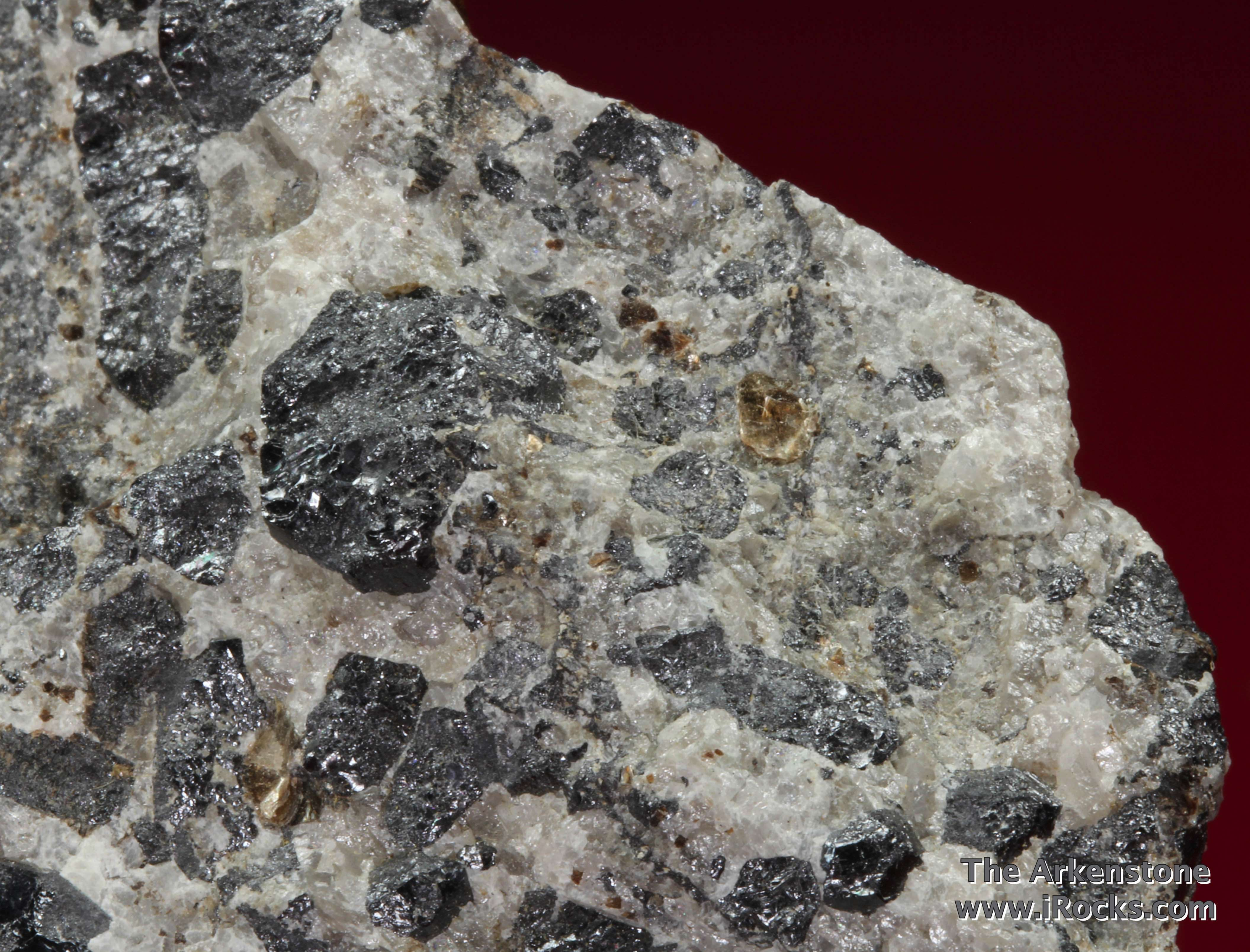
Braunit (grauschwarz) und Hedyphan (gelbbraun) in einer Matrix aus feinkörnigem Quarz

Hedyphan bildet sich sekundär in metamorphisierten Mangan-Lagerstätten und stratiformen (geschichteten) Zink-Erzkörpern. Als Begleitminerale können unter anderem Axinit-(Mn) (Manganaxinit), Baryt, Barylith, Bixbyit, Cahnit, Calcit, Hausmannit, Phlogopit, Rhodonit und Willemit sowie verschiedene Amphibole und gediegen Kupfer auftreten.
Als seltene Mineralbildung konnte Hedyphan nur an wenigen Orten nachgewiesen werden, wobei weltweit bisher rund 60 Fundstätten dokumentiert sind. Außer an seiner Typlokalität in der Grubengemeinde Långban sowie in den ebenfalls zur Gemeinde Filipstad gehörenden Orten Nordmark und Persberg in der Provinz Värmlands län trat das Mineral in Schweden noch in der Manganerz-Lagerstätte Sjögruvan bei Grythyttan (Gemeinde Hällefors) in der Provinz Örebro län sowie in der manganreichen Hämatit-Lagerstätte Fredriksgruvan 1 und Unga Assersorskan in der Gemeinde Norberg in der Provinz Västmanlands län auf.
In Deutschland fand sich Hedyphan bisher nur in der Grube Gottesehre bei Urberg in Baden-Württemberg und im Steinbruch „Schmitt“ bei Altenmittlau im hessischen Main-Kinzig-Kreis.
Der bisher einzige bekannte Fundort in Österreich ist eine Manganmineralisation im Gebiet „Fuchsalp-Fuchssee“ nahe Tweng im Bezirk Tamsweg, Salzburger Land.
Weitere Fundorte liegen unter anderem in Argentinien, Australien, Bulgarien, Chile, Griechenland, Irland, Italien, Japan, Mexiko, Namibia, Nordmazedonien, Papua-Neuguinea, Spanien, Tschechien, im Vereinigten Königreich (England) und den Vereinigten Staaten von Amerika (Arizona, Kalifornien, Nevada, New Jersey, Utah).